# ジュディ&パンチ
『ジュディ&パンチ』（原題:Judy & Punch）は2019年に公開された米豪合作のドラマ映画である。監督はミラー・フォークス、主演はミア・ワシコウスカとデイモン・ヘリマンが務めた。本作はフォークスの長編映画監督デビュー作でもある。

## 概略
近世イングランドにある海辺の町。一組の夫婦（ジュディとパンチ）が人形劇の上演を始めたところ、あっという間に人気が出た。パンチは自分こそが最高の人形使いであると確信しており、観客もパンチに惜しみない拍手を送っていたが、実のところ、人形を操る技術はジュディの方が遥かに上であった。そんなある日、酒好きのパンチが子守中に酔っ払ってしまい、幼い娘が怪我をしてしまうという事態が起きた。ジュディがそれを咎めたところ、2人は口論になった。激高したパンチは娘を殺し、ジュディを強く殴打した。
パンチはジュディを死んだものと思っていたが、彼女はグッドタイム医師の治療もあって一命を取り留めていた。ほどなくして、ジュディは夫に復讐するべく行動を開始するのだった。

## キャスト
- ミア・ワシコウスカ - ジュディ
- デイモン・ヘリマン - パンチ
- ベネディクト・ハーディ - デリック・フェアウェザー
- トム・バッジ - ミスター・フランクリー
- ジリアン・ジョーンズ - グッドタイム医師
- エディ・バルー - 北欧出身の男性
- ヴァージニア・ゲイ - マー
- キルナ・スタメル - メイヴィス
- ルーシー・ヴェリック - ポリー
- テリー・ノリス - スカラムーシュ
- ブレンダ・パーマー - モード

## 製作
2017年10月26日、ミア・ワシコウスカが本作に出演するとの報道があった。2018年4月20日、デイモン・ヘリマンがキャスト入りした。2020年6月26日、ラバー・レコーズが本作のサウンドトラックを発売した。

## 公開・マーケティング
2019年1月27日、本作はサンダンス映画祭でプレミア上映された。5月13日、サミュエル・ゴールドウィン・フィルムズが本作の全米配給権を購入したと報じられた。10月8日、本作のオフィシャル・トレイラーが公開された。11月22日、本作のオフィシャル・トレイラー第2弾が公開された。

## 評価
本作は批評家から好意的に評価されている。映画批評集積サイトのRotten Tomatoesには52件のレビューがあり、批評家支持率は75%、平均点は10点満点で6.42点となっている。サイト側による批評家の見解の要約は「『ジュディ&パンチ』は新しい視点から古典的キャラクターを再解釈している。同作によって、ミラー・フォークスは映画監督としての才能があることを証明した。」となっている。
本作は第9回オーストラリア・アカデミー賞において作品賞を含む9部門にノミネートされ、主演男優賞と作曲賞で受賞を果たした。